# Box (Wiltshire)
Box ist ein englisches Dorf in der Grafschaft Wiltshire mit etwa 3500 Einwohnern (2011). Es liegt etwa 8 km östlich von Bath und 11 km westlich von Chippenham. Durch weit auseinander liegende Ortsteile bedeckt das Dorf eine große Fläche.
Die Gegend ist reich an Natursteinen und die Steinbrüche von Box waren jahrhundertelang berühmt. Heute kennt man Box hauptsächlich durch den Eisenbahntunnel Box Tunnel, der von Isambard Kingdom Brunel entworfen wurde.

## Geografie
Die Gemeinde wird durch das steile Flusstal des Bybrook geteilt. Auf den Hochflächen befinden sich beidseitig Ansiedlungen. Obwohl der Bybrook schon in der Frühzeit als Verkehrsader diente, war Box bis 1761 nicht an Hauptverkehrsstraßen angeschlossen. Dann wurde südlich der Stadt eine Straße von Chippenham nach Bath gebaut. Die Straße lief von Pickwick bei Corsham über Chapel Plaister zur heutigen, als „Five Ways“ bekannten Kreuzung in Box. Von dort aus führte die Straße durch Blue Vein und Kingsdown nach Bathford. 1761 übernahm der Bricker’s Barn Roads Trust die Straße als gebührenpflichtigen Weg und schaffte eine direktere Route, die heute die A4 bildet.
Erst 1830 wurde eine weitere Hauptstraße in die Stadt gebaut. Diese wurde von der Kreuzung südlich von Chapel Plaister zu Five Ways geführt und von dort aus steil abwärts in den älteren Dorfteil. Diese Straße schaffte eine Verbindung nach Bradford on Avon und Melksham.
In weiten Teilen der Gemeinde findet man Sandstein, u. a. auch den qualitativ guten Oolith (Kalksandstein), der auch als „Bath stone“ bekannt ist. Im Süden des Ortes ist auch  Muschelkalkstein anzutreffen. Im nördlichen Bereich ist vermehrt Lehmboden anzutreffen und die Talsohle des Bybrook ist aus Schlamm und Schlick gebildet.

## Frühgeschichte und Mittelalter
Möglicherweise befand sich in der Gegend schon in der Mittelsteinzeit ein Abbaugebiet für Feuerstein. Es sind jungsteinzeitliche Siedlungen nachgewiesen.
Im 2. Jahrhundert n. Chr. befand sich beim Ort eine römische Villa mit den dazugehörigen landwirtschaftlichen Ländereien. Die Villa hatte wahrscheinlich ein Atrium und Fenstergläser. Im späten 3. oder frühen 4. Jahrhundert wurde die Villa vergrößert und war danach ein Anwesen für eine reiche Person. Die Villa hatte 41 Räume, von denen 20 mit Mosaik ausgelegt waren. Damit stellt sie die größte Ansammlung von römischen Mosaikböden in England dar. Kleine Villen findet man in der Umgebung in Ditteridge und Hazelbury sowie etwas weiter entfernt in Colerne und Atworth.
Nachdem die Römer abgezogen waren, geriet Box in Vergessenheit und Hazelbury wurde immer mehr Mittelpunkt der Gegend. Man weiß heute nicht, ob es neben Hazelbury und Ditteridge noch weitere angelsächsische Siedlungen in der Gegend gab. Diese beiden sind die einzigen, die im Domesday Book erwähnt werden.
Gegen Ende des 7. Jahrhunderts soll der Legende nach der heilige St. Aldhelm seinen Handschuh bei Hazelbury auf den Boden geworfen haben und den Anwohnern befohlen haben dort zu graben. Dadurch wäre der berühmte Sandstein entdeckt worden. St. Aldhelm selbst soll die Kirche in Bradford on Avon und auch Malmesbury Abbey daraus gebaut haben. Später wurden auch Bradenstoke Priory, Stanley Abbey und Lacock Abbey daraus errichtet.
Das Domesday Book berichtet außerdem, dass es sächsische Kirchen in Hazelbury und Ditteridge gab. Hazelbury hatte 1086 zwischen 90 und 120 Einwohner und zwei Mühlen im Ort. Diese Mühlen standen im Tal des Bybrook und man vermutet, dass Box damals ein Teil von Hazelbury war, weil Box nicht im Domesday Book erwähnt wird. Ditteridge hatte damals 30 Einwohner.
Die erste Erwähnung von Box stammt aus dem Jahr 1144, als eine Urkunde das dortige Gebiet als Besitz von Humphrey de Bohun ausweist. Es gab eine normannische Kirche, die in der Nähe der ehemaligen römischen Villa stand und zu deren Bau man die Steine der Villa verwandt hatte.
Das Dorf selber lag östlich der Kirche, wahrscheinlich, weil die Landschaft westlich und südlich steil abfiel und nördlich anstieg. Es existierte ein Marktplatz und Box war Marktstadt für die nähere Umgebung.
In einer Urkunde eines Landverkaufs aus dem Jahre 1283 wird der Ort „La Boxe“ genannt. Er hatte noch keine große Bedeutung.
Im späten 12. und frühen 13. Jahrhundert lieferten Walter Croc, oder Croke, von Hazelbury und Samuel Bigod aus Box Steine aus den Steinbrüchen bei Box für den Bau von Stanley Abbey. Sir Henry Croc lieferte Steine für den Bau von Lacock Abbey.
Gegen Ende des 14. Jahrhunderts verschwanden einige kleinere Ansiedlungen der Gegend wie Wormcliffe und Alcomb. Diese Siedlungen, die sich aus Bauernschaften entwickelt hatten, wurden entweder durch den Bevölkerungszuwachs eingemeindet oder aber sie verschwanden völlig beim Ausbruch der Pest. Auch Hazelbury verlor seine Bedeutung während der Seuche, weil keine Nachfrage nach Sandsteinen zu dieser Zeit bestand.
Bis ins 18. Jahrhundert gab es keinen Dorfkern in Box, weil die meisten Einwohner außerhalb des Dorfes lebten.
In einer Steuerliste von 1545 zahlten die reicheren Einwohner von Box £ 4.40p an Steuern, während in Corsham £ 5.75p bezahlt wurden.
Genau wie die größere Nachbargemeinde von Corsham wurden viele umliegende Ansiedlungen in Box eingemeindet. Auch die früher einflussreicheren Ort Hazelbury und Ditteridge kamen zu Box.
Laut einer Steuerliste aus dem Jahr 1576 war die Einwohnerzahl der Gemeinde Box stark angestiegen. Die Arbeit in den Steinbrüchen war wieder aufgelebt und nicht nur die örtliche Nachfrage nach Sandstein wurde bedient. Aus den Steinen wurden im 15. und 16. Jahrhundert Great Chalfield Manor und Longleat House gebaut.
Mitte des 15. Jahrhunderts war die Familie Hungerford eine der Großgrundbesitzer in Box, während das Herrenhaus Hazelbury Manor von der Familie Croc, oder Croke, durch Heirat an die Familie Bonham ging.
Im 17. Jahrhundert wird Box bereits auf mehreren Landkarten verzeichnet u. a. auf der Karte von Francis Allen aus dem Jahr 1630. Allerdings sind darauf nicht alle Häuser und Höfe abgebildet, sondern nur die Kirche und einige größere Häuser sowie die Mühlen.
Städtische Urkunden belegen, dass eine Vielzahl von Berufen in Box vertreten waren, wie Fleischer, Steinmetze und Wirte. Weben war eine übliche Arbeit, die zuhause durchgeführt wurde. Die dort erstellten Produkte wurden an die Textilhändler der umliegenden Städte verkauft.
Zu Beginn des 17. Jahrhunderts bildete sich eine Quäkergemeinde in Box.
Gegen Ende des Jahrhunderts wurde eine private psychiatrische Klinik im Ortsteil Kingsdown gegründet, das so genannte „Box Mad House“.

## 18. Jahrhundert
Im 18. Jahrhundert blieben Weben und Spinnen die am weitesten verbreiteten Tätigkeiten in Box und es entwickelten sich enge Verbindungen insbesondere zu Tuchhändlern in Bradford-on-Avon. Jedenfalls wurden Jungen aus dem 1727 gegründeten Armenhaus der Stadt in Bradford-on-Avon zu Webern ausgebildet.
Gegen Ende des 18. Jahrhunderts begann der Niedergang der Weber, weil die Mechanisierung von Webstühlen immer weiter voranschritt und sich industrielle Webereien in den größeren Städten niederließen.
1708 wurde in der Stadt eine Armenschule gegründet, die 1728 in einen großen Raum des Armenhauses umzog, das sich mittlerweile in Springfield befand. Zur gleichen Zeit erreichte die Steinbruchindustrie im Ort ihren Höhepunkt, als der Avon 1727 ausgebaut wurde, damit er zwischen Bath und Bristol schiffbar wurde. Nun konnte man die Steine über Land nach Bath bringen, wo sie auf Schiffe verladen wurden und nach London und in andere weit entfernte Städte transportiert werden konnten.

## 19. Jahrhundert
Einen weiteren wirtschaftliche Aufschwung erlebte der Steinhandel 1810 durch die Öffnung des Kennet and Avon Kanals. Dadurch konnte man die Steine über den Kanal direkt zur Themse transportieren und London so auf einem kürzeren und preisgünstigeren Weg erreichen.
Der Kanaltransport wurde abgelöst durch das Eisenbahnzeitalter, das Box Arbeitskräfte, Transportmöglichkeiten und einen erhöhten Bekanntheitsgrad im Land brachte.

### Der Box Tunnel

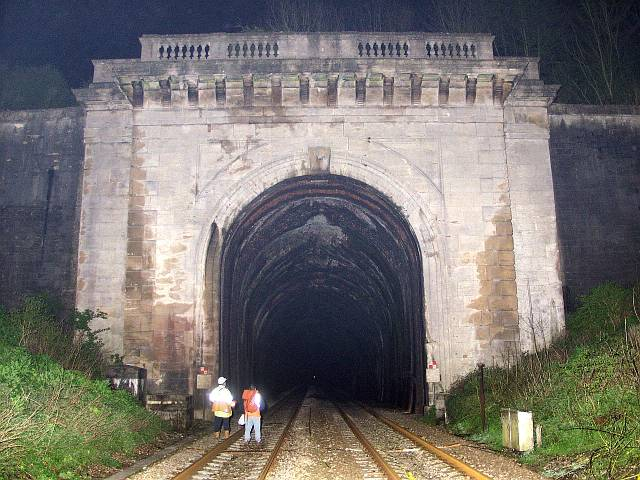
Westportal des Box Tunnels

Das letzte Teilstück der Bahnstrecke London–Bristol, das von der Great Western Railway gebaut wurde, führte von Chippenham nach Bath. Es war gleichzeitig auch das schwierigste, da ein 2,6 km langer Tunnel, der Box Tunnel, gebaut werden musste. Die Arbeiten begannen im Frühjahr 1836, wurden rund um die Uhr in mehreren Schichten durchgeführt und es waren bis zu 4000 Arbeiter und 300 Pferde gleichzeitig im Einsatz.
Die Tunnelarbeiten veränderten das Stadtbild von Box entscheidend. Arbeiterkneipen entstanden und alle anderen Personen und Begleiterscheinungen traten auf, die mit derartigen provisorischen Arbeiterunterkünften einhergehen. Besonders die Pubs und Bierhäuser erlebten einen Aufschwung, was auch an Namen wie „Railroad Tavern“ zu erkennen war. So nutzten einige geschickte örtliche Unternehmer die Anwesenheit der Streckenarbeiter, um einträgliche Geschäfte mit ihnen zu machen.
Die ortsansässige, hauptsächlich landwirtschaftlich ausgerichtete Bevölkerung litt unter Auswüchsen wie Trunkenheit und Gewalt. Beschädigungen privaten Eigentums waren an der Tagesordnung und die meisten Einwohner waren froh, als der Tunnel endlich vollendet war. Am 30. Juni 1841 wurde die Eisenbahnlinie offiziell eröffnet.
Ein einträglicher Nebeneffekt des Tunnelbaus war, dass dadurch große Sandsteinvorkommen entdeckt und anschließend ausgebeutet wurden. Riesige unterirdische Steinbrüche wurden vom Box Tunnel aus zwischen Box Hill und Corsham gegraben. Durch die Möglichkeit, die Steine per Bahn abzutransportieren, konnten eine Vielzahl von Städten und ein großer Markt erreicht werden, was sich zu einer wichtigen Einnahmequelle in Box entwickelte. Den Höhepunkt erreichte die Steinbruchindustrie zwischen 1880 und 1909, als Millionen Tonnen Sandstein verkauft werden konnten. Die Steinbrüche blieben bis 1969 geöffnet. Die wirtschaftliche Entwicklung der Gemeinde, die zur Zeit des Tunnelbaus Box Hill genannt wurde, war kräftig. Es entstanden weitere Pubs mit Namen wie „The Quarrymen“ (Die Steinbrucharbeiter) und „The Tunnel“.
Dadurch, dass sich Eisenbahn- und Steinbrucharbeiter, sowie Steinmetze in der Gegend niederließen, stieg die Bevölkerungszahl zwischen 1831 und 1841 von 1.550 auf 2.274 Personen um 47 %. Mit einer zehnjährigen Unterbrechung zwischen 1841 und 1851, stieg die Bevölkerungszahl ständig an. Die Stadt vergrößerte sich im 19. Jahrhundert immer weiter ostwärts von der Kirche und dem Marktplatz entlang der Straße nach Corsham und auf den Quarry Hill.
Der Steinbruchindustrie folgten andere Gewerbe, wie Walzwerke, Brauereien und Mälzereien, sowie Kerzen und Seifenhersteller. Dennoch blieb die Landwirtschaft Haupterwerbszweig, wobei insbesondere Weizen, Gerste und Hafer angebaut wurden.
Methodistenkapellen wurden in Kingsdown und Box Hill errichtet und im Jahre 1858 wurde an der heutigen A4, westlich der Kirche, ein neuer Friedhof angelegt. Beerdigungen im traditionellen Kirchhof wurden daraufhin eingestellt.
In den ersten Jahren des 19. Jahrhunderts beherbergte die psychiatrische Klinik in Kingsdown 300 Patienten unter ziemlich unwürdigen Bedingungen. Obwohl sich bis zum Beginn des 20. Jahrhunderts die Verhältnisse leicht verbesserten, gab es zu dieser Zeit nur noch 43 Patienten, für die umgerechnet £2.10 bis £5.25 bezahlt werden musste.
In dieser Zeit wurden in Box und Box Hill einige der ersten englischen Fußballvereine gegründet. 1870 wurde im „Chequers Inn“ der Box Cricket Club gegründet.

## 20. Jahrhundert
Viele Jahre lang wurden alle Veranstaltungen unter freiem Himmel auf dem „Fete Field“ abgehalten. Einen Raum, um größere Versammlungen in Räumen abzuhalten, gab es erst, als Daniel George Bingham für £600 die Bingham Hall bauen ließ. Der Saal wurde 1970 abgerissen und durch die 1969 gebaute Selwyn Hall ersetzt, in der sich auch die Stadtbibliothek befindet.
Nach dem Ersten Weltkrieg wurde 1923 ein Kriegerdenkmal in Bear Green errichtet. Der Recreation Ground entstand 1926.
Neben reichlich vorhandenen Pubs hatte Box bis in die 1920er Jahre eine eigene Brauerei namens „Pinchins“ gegenüber der Schule.
Das aus dem 17. Jahrhundert stammende Herrenhaus in der High Street diente bis ins frühe 20. Jahrhundert als Bauernhof, so dass sich häufig eine Kuhherde auf der High Street befand.
Nach dem Zweiten Weltkrieg gab es einen starken Wohnungsmangel im Ort und „Fete Field“ wurde bebaut. Dort entstand Bargate Estate, während Waverley Park an der Henley Lane errichtet wurde. Weitere Wohngebiete kamen im Laufe des 20. Jahrhunderts dazu. Trotz dieser neuen Wohngebiete nahm die Anzahl der Pubs im Ort ständig ab. Ein tragischer Unfall ereignete sich im Jahre 1957, als der Pub „The Rising Sun“ durch eine Explosion zerstört wurde und der Wirt sowie seine Familie dabei umkamen.

## Wirtschaft
Seit 2007 gibt es im Südosten des Ortes, auf der Hatt Farm in Neston Park ein Gelände das als Freiluftfilmstudio für die BBC-Fernsehserie „Lark Rise to Candleford“ dient.
Folgende Einrichtungen gibt es in Box:
- Bed and Breakfast im Lorne House
- Postamt
- 4 Pubs
- Einzelhandel Co-op

## Religion
Die Gemeinde hat drei christliche Kirchen:
- Box Methodist Church
- St Christopher
- The Vicarage

## Bildung
Der Ort hat eine von der Church of England betriebene Grundschule und eine freiwillige Vorschulspielgruppe.
- Box C Of E Primary School (High St, Box, Corsham, Wiltshire, SN13 8NF)
- Box Pre-School Playgroup (Market Place, Box, Corsham, Wiltshire, SN13 8NZ)

## Persönlichkeiten
Bekannte Einwohner:
- Wilbert Vere Awdry (1911–1997), Pfarrer und Kinderbuchautor, schrieb das Buch Thomas, die kleine Lokomotive, er lebte als Kind in Box
- Ernie Butler (1919–2002), Fußballspieler, in Box geboren
- Peter Gabriel (* 1950), Musiker, betreibt hier seine Real World Studios und das Weltmusik-Label Real World Records
- David Hempleman-Adams (* 1956), Abenteurer
- Clive Mantle (* 1957), Schauspieler
- Midge Ure (* 1953), Musiker und Leadsänger der Gruppe Ultravox sowie einer der Organisatoren der Live-Aid-Veranstaltungen